# Schloss Tkalec
Das Schloss Tkalec [Tkaletz] ist ein im äußersten Nordwesten Kroatiens gelegenes Bauwerk. Es befindet sich in der Ortschaft Robadje, nicht weit vom Gemeindesitz Štrigova und etwa zwanzig Kilometer nordwestlich von Čakovec, dem Sitz der Gespanschaft Međimurje, entfernt.

## Schlossbau
Tkalec wurde im 18. Jahrhundert auf einem hohen Hügel im spätbarocken Stil, eigentlich als eine Kurie und Meierhof im Besitz des Pauliner-Ordens, gebaut. Der Hügel selbst ist einer der höchsten Gipfel (etwa 320 m. i. J.) des Hügelzuges im Nordwesten der Gespanschaft. Die Bauherren waren die Mönche des Pauliner-Ordens. Tkalec ist ein langes Bauwerk, mit einer Reihe von impressiven Arkaden, einem schmalen langen Korridor, hohem Dach und mehreren Eingänge der einzelnen Zimmer. Nur wenige Teile der originalen, authentischen Möbel und Ausstattung sowie alten Inventar des Schlosses sind bis heute erhalten. Darunter befindet sich eine riesige alte Weinpresse aus dem Jahr 1858.

## Geschichte
Das Baujahr der Fertigstellung des Schlossbaus ist nicht bekannt. Nachdem wurde der Pauliner-Orden 1786 per kaiserlichem Dekret Josephs II. aufgehoben und ihre Klöster verstaatlicht, kam Schloss Tkalec etwas später in den Besitz des Adelsgeschlechts Althann. Seit Mitte des 19. Jahrhunderts war es im Besitz der Adelsfamilie Zichy, die dort umfangreich Weinbau betrieb. Nach dem Zweiten Weltkrieg wurde das Schloss, zusammen mit der Umgebung, vom „PZK – Poljoprivredno-zadružni kombinat“ (etwa „Landwirtschaftliches genossenschaftliches Kombinat“) aus Čakovec verwaltet. Anfang der 1990er Jahre, nach dem Kroatienkrieg und der Selbständigkeit Kroatiens, wurde Tkalec privatisiert und anschließend renoviert.

## Umgebung
Das Schloss ist von Weinbergen, Wiesen und Wäldern umgeben. In der Nähe, nur ein paar hundert Meter entfernt, auf der anderen Seite des Hügels, befindet sich der sog. „Mađerkin breg“ („Hügel der Ungarin“). Dort gibt es ein Aussichtspunkt von dem eine gute Sicht auf die umliegende Landschaft möglich ist.

## Fotos

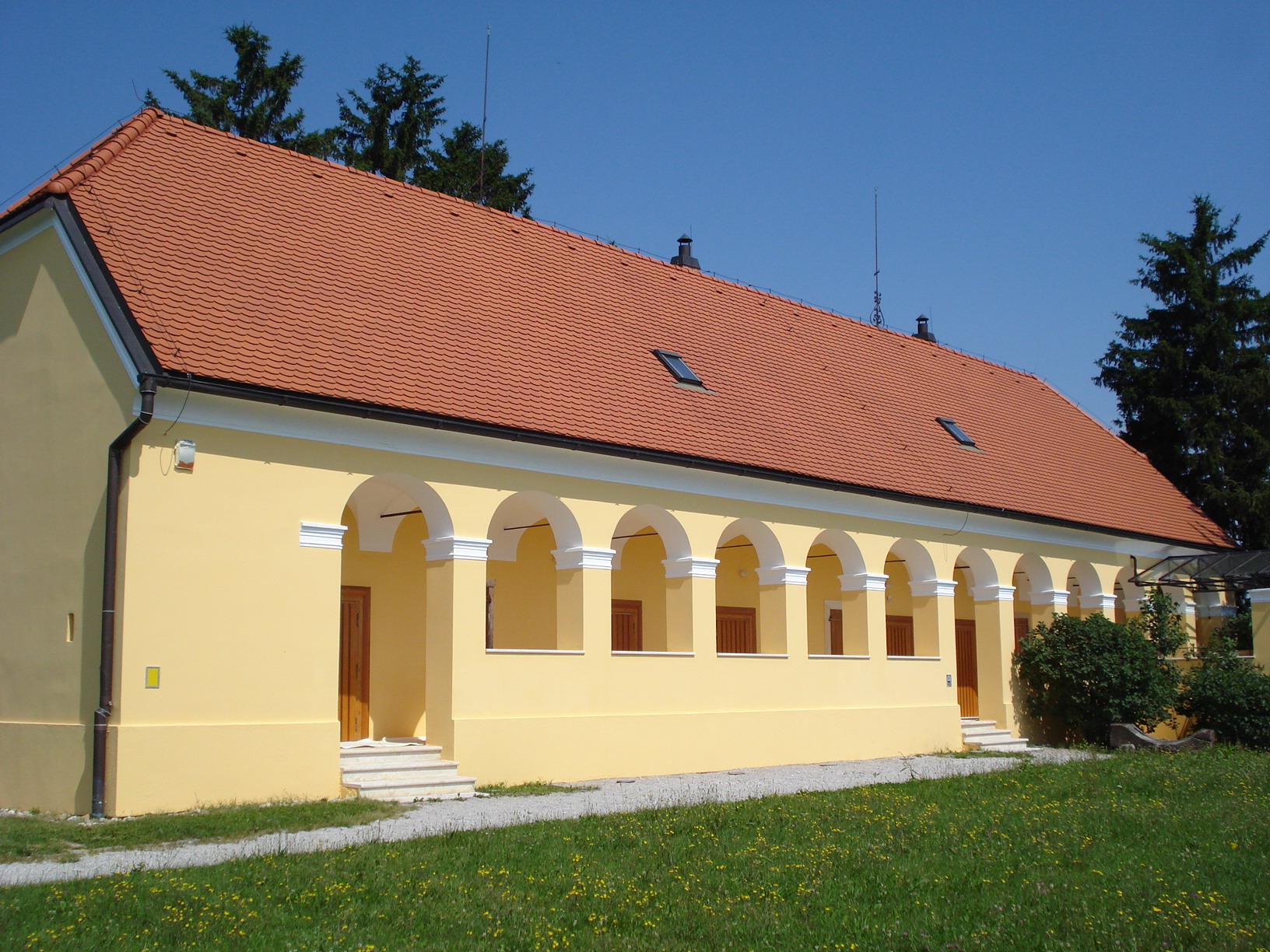
Südostseite des Schlosses
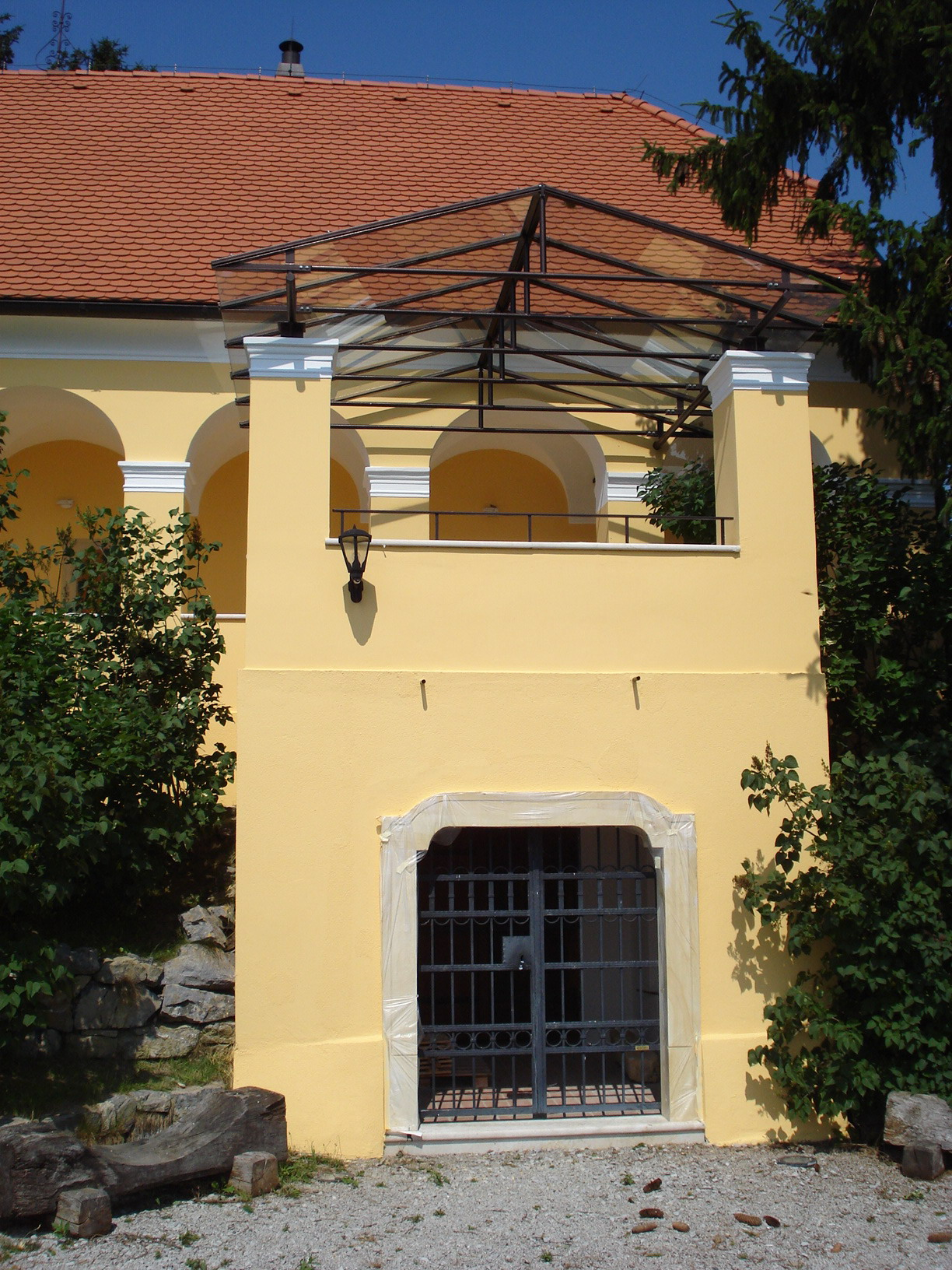
Ostseite (Detail)
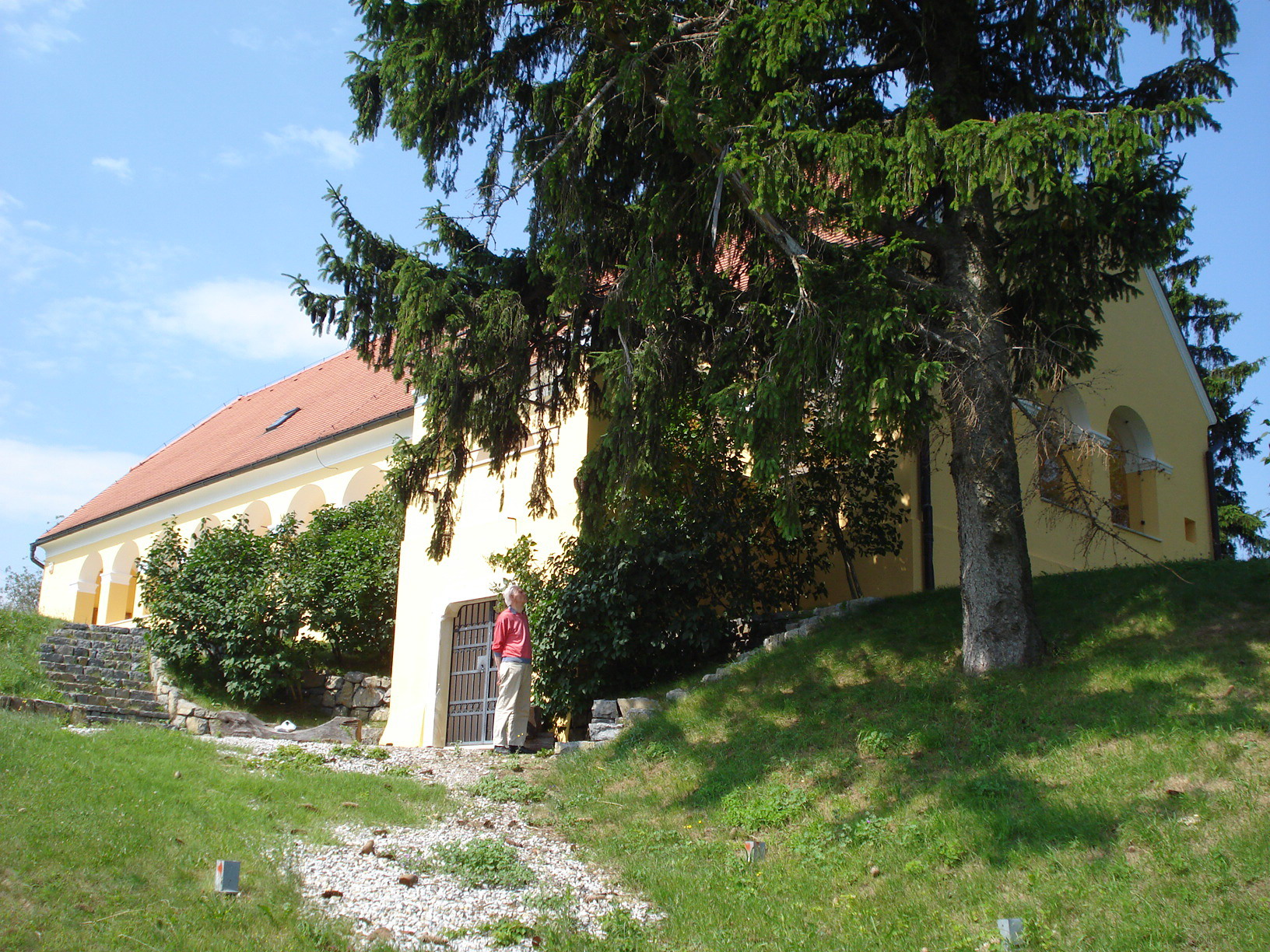
Nordostseite
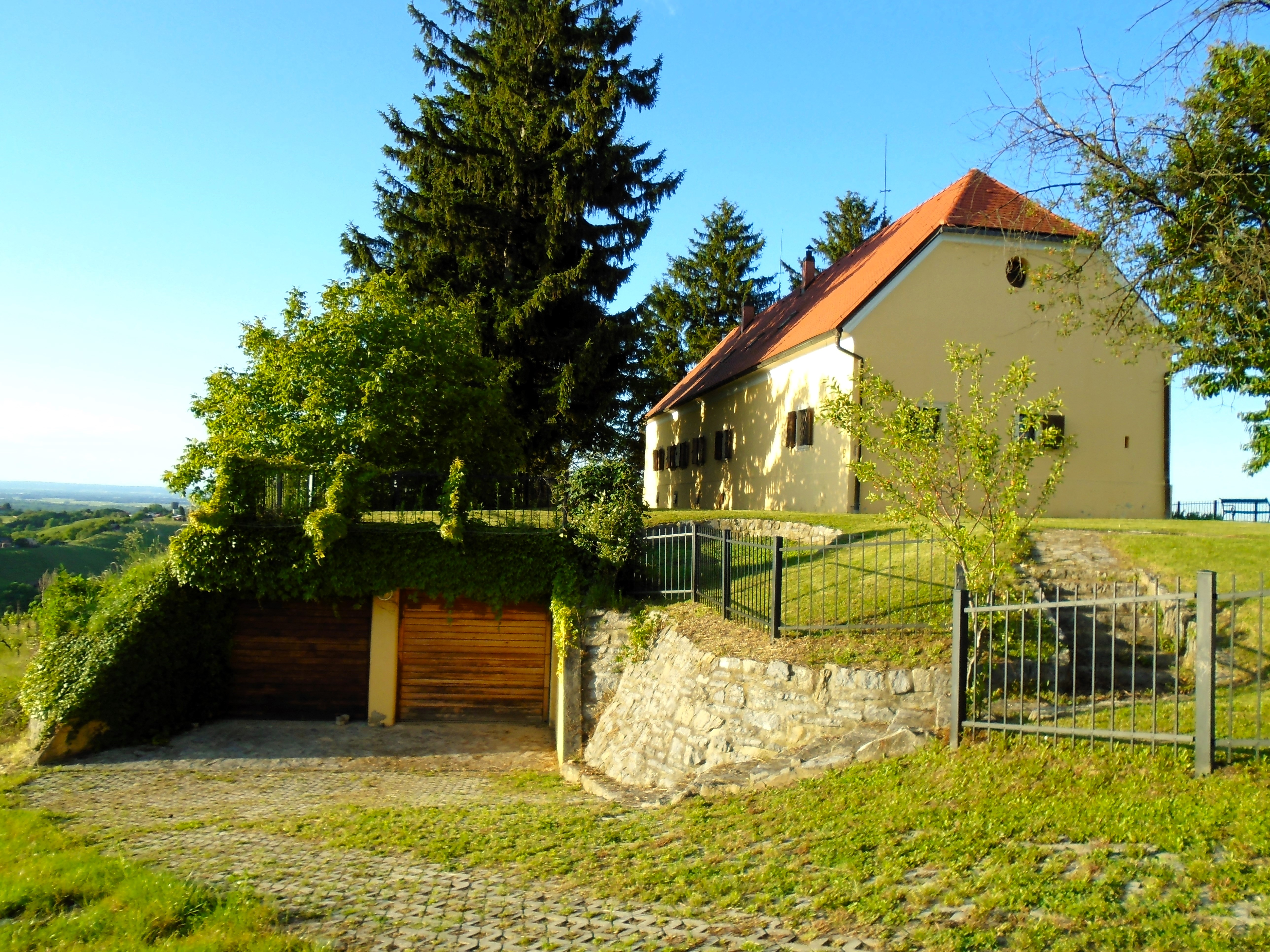
Südwestseite
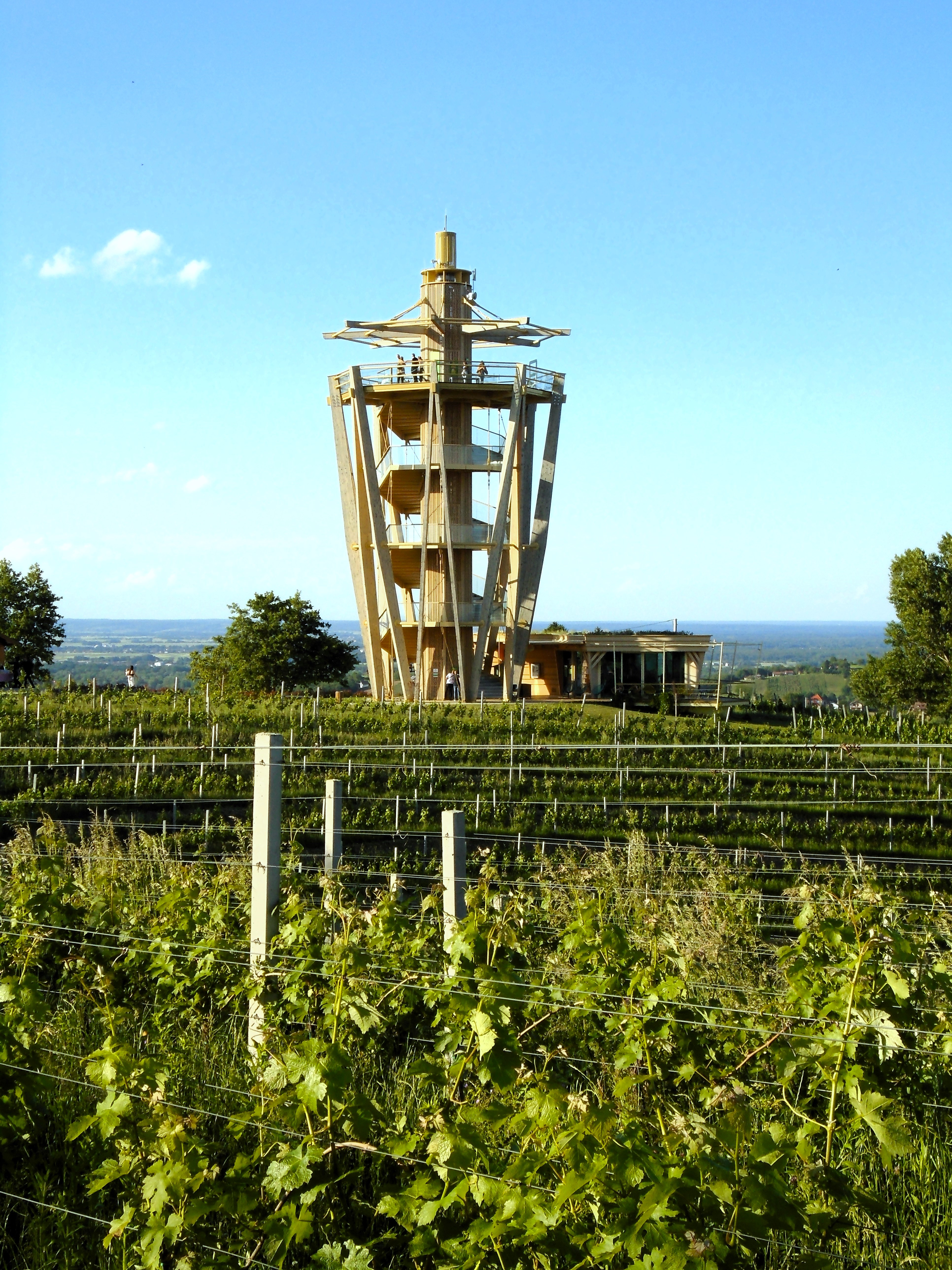
Aussichtspunkt „Mađerkin breg“